# Cryptanura orizabensis
Cryptanura orizabensis là một loài tò vò trong họ Ichneumonidae.